# Gustav Roger Opočenský

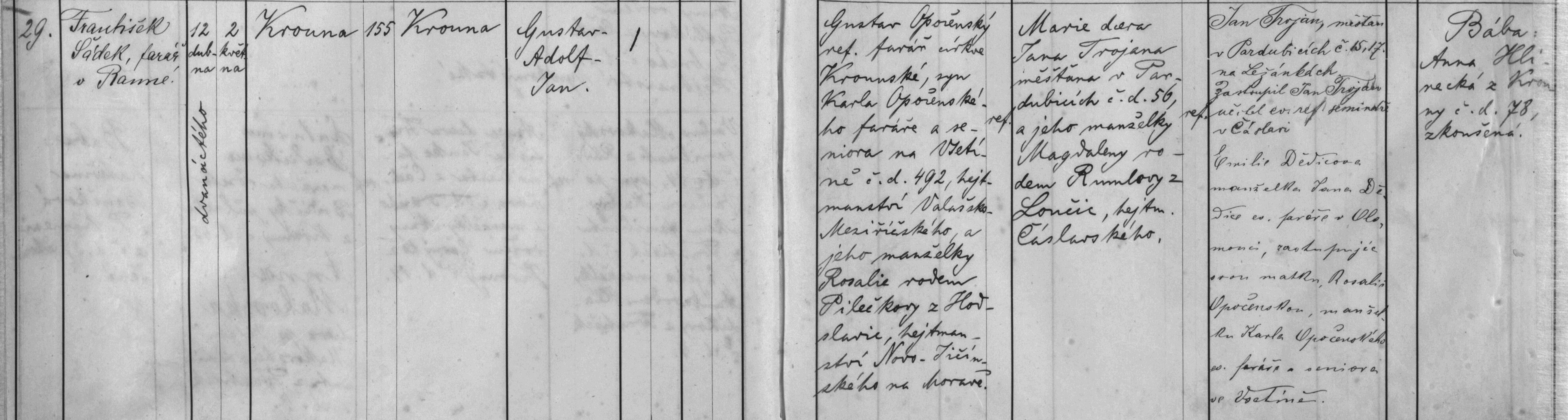
záznam o narození Gustava Rogera Opočenského, matrika narozených českobratrské církve evangelické Krouna

Gustav Roger Opočenský (12. duben 1881 Krouna – 4. září 1949 Praha) byl český spisovatel, novinář a písňový textař, příslušník pražské bohémy v letech před první světovou válkou.

## Život
Jeho otec byl evangelický farář. Po příchodu rodiny do Prahy se Gustav zapojil do uměleckého života: byl členem literárních skupin Syrinx a Máj, přispíval do časopisu Veselá Praha, vystupoval i v kabaretu Karla Hašlera. Patřil k nejbližším přátelům Jaroslava Haška, který učinil z Opočenského postavu řady svých povídek, angažoval se také ve Straně mírného pokroku v mezích zákona. Je autorem vzpomínkových knih Čtvrt století s Jaroslavem Haškem a Balada o duši Jaroslava Haška. Psal lyrickou poezii, novinové fejetony a humoresky, dětskou literaturu, sociálněkritické i dobrodružné romány. Pracoval jako úředník na Ministerstvu sociální péče. Jeho bouřlivý soukromý život inspiroval Jaroslava Haška k epigramu: „Jest miloval všechny ženský / Gustav Roger Opočenský“.
Jeho synem byl herec Gustav Opočenský, jeho vnuky jsou hudebník Petr Opočenský, sochař Pavel Opočenský, Eduard Opočenský a Marta Opočenská.[zdroj?]